# Lysapsus limellum
Lysapsus limellum là một loài ếch thuộc họ Nhái bén.
Loài này có ở Argentina, Bolivia, Brasil, Paraguay, và Uruguay.
Môi trường sống tự nhiên của chúng là xavan ẩm, đồng cỏ nhiệt đới hoặc cận nhiệt đới vùng ngập nước hoặc lụt theo mùa, sông ngòi, đầm nước, hồ nước ngọt, đầm nước ngọt, và vùng đồng cỏ.
Chúng hiện đang bị đe dọa vì mất môi trường sống.

## Hình ảnh

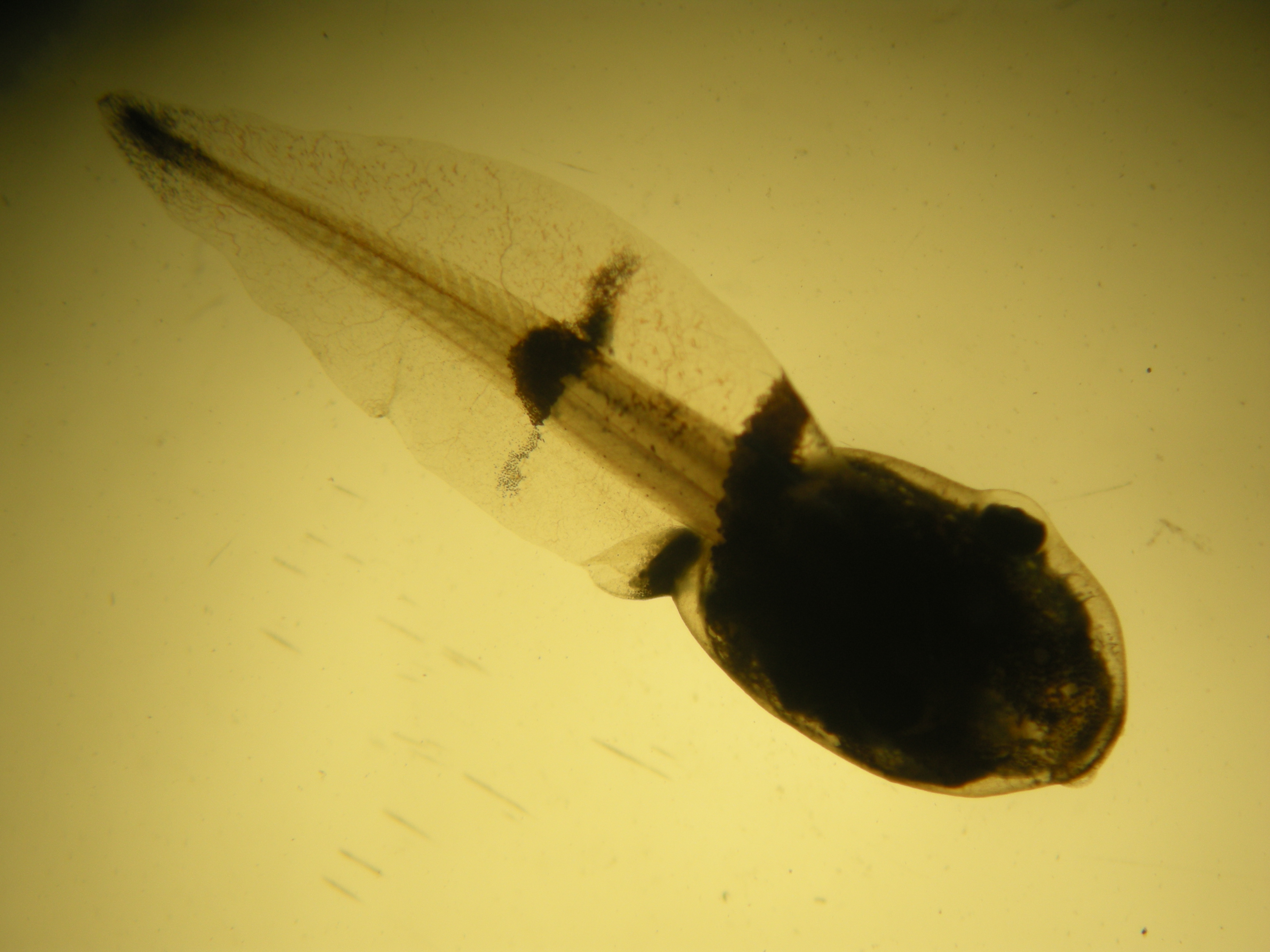